# Paul Smits (topman)
Paul Smits (Schiedam, 14 december 1946) is een voormalig voorzitter van de raad van bestuur van KPN. Ook is hij voorzitter geweest van de Nederlandse omroep AVRO.
Smits was een onopvallende, gemiddelde leerling. Na zijn middelbare school studeerde hij elektrotechniek aan de Technische Universiteit Delft. Hij werd in 1970 verkoper van computerapparatuur. Later werd hij kort afdelingshoofd bij de gemeente Rotterdam, verantwoordelijk voor de automatisering. Smits trad in 1983 in dienst bij het Staatsbedrijf der PTT. Hier maakte hij verder carrière. In 1996 werd Smits gevraagd voorzitter te worden van Unisource, een samenwerkingsverband van KPN met de buitenlandse telecommunicatiebedrijven Swisscom (Zwitserland), Telefonica (Spanje) en Telia (Zweden). Unisource mislukte en Smits keerde terug naar KPN. Vanaf 1 november 1998 zat hij in de raad van bestuur van KPN.
Nadat Wim Dik op 1 maart 2000 aftrad als voorzitter van de raad van bestuur van KPN, werd Smits zijn opvolger. KPN had op dat moment een schuldenlast van tientallen miljarden euro's en de ICT-hype zou enkele maanden later uit elkaar spatten.
Het belangrijkste wapenfeit van Smits was de alliantie met NTT DoCoMo uit Japan. Door deze samenwerking introduceerde KPN als eerste telecombedrijf in Europa i-mode in Nederland, België en Duitsland.
Zijn periode als topman van KPN kende daarnaast enkele mislukkingen. Zo spatten in 2000 en 2001 twee fusietrajecten van KPN met respectievelijk Telefónica en Belgacom uit elkaar. Ook de alliantie met het Hongkongse Hutchison Whampoa liep spaak, waardoor KPN miljarden extra euro's voor de Duitse UMTS-licentie moest betalen. In de zomer van 2001 werd Smits onder druk van de (financiële) buitenwereld onder curatele gesteld van de raad van commissarissen van KPN. Enkele maanden later trad hij af als voorzitter van KPN en werd hij voorzitter van KPN Mobile. Hij werd als voorzitter van KPN opgevolgd door Ad Scheepbouwer. In 2002 verliet hij KPN Mobile om toe te treden tot het bestuur van TeliaSonera te Stockholm. In Nederland werd hij commissaris bij Telfort en Enertel. Later werd hij president-commissaris van RET NV, commissaris bij Unit4 en voorzitter van Deerns NV.
Hij was vier jaar commissaris van Feyenoord en werd maatschappelijk actief als voorzitter van onder meer de Dierenbescherming.
Van 2004 tot 2005 was Smits voorzitter van de raad van commissarissen van TeliaSonera, een telecombedrijf uit Zweden en Finland.
Op 22 december 2007 werd bekendgemaakt dat Smits per 1 januari 2008 de nieuwe voorzitter van de omroep AVRO zou worden.
Smits werd voor zijn maatschappelijke activiteiten in 2011 benoemd tot Ridder in de Orde van Oranje-Nassau.